# محمدهاشم میوندوال

هاشم میوندوال با جانسون رئیس‌جمهور پیشین امریکا

محمدهاشم مَیوَندوال سیاستمدار و صدر اعظم (نخست‌وزیر) افغانستان (۲ نوامبر ۱۹۶۵ – ۱۱ اکتبر ۱۹۶۷) در دورهٔ سلطنت محمدظاهرشاه بود.

## زندگی‌نامه
محمدهاشم میوندوال در مراحل اول مأموریت خویش «پردیس» تخلص می‌کرد. او پسر  عبدالحلیم در قوم دینار خیل و از باشندگان مُقُر ولایت غزنی بود.
او در لیسه‌های غازی و حبیبیه آموزش دیده است. پس از فراغت از صنف دوازدهم در سال ۱۳۲۱ در ریاست مستقل مطبوعات مقر و بزودی به حیث مدیر جریده انیس مقرر گردید. بعداً به حیث مدیر مسئول جریده اتفاق اسلام هرات مقرر گردید؛ و در سال ۱۹۴۵ به حیث مدیر عمومی اداره دائرةالمعارف در مرکز ریاست مستقل مطبوعات تقرر یافت. در همان سال بحیث معاون ریاست مستقل مطبوعات تقرر یافت. پس از کوتاه مدتی بحیث مشاور مطبوعاتی اعلیحضرت محمد ظاهر شاه ارتقا یافت و یکسال بعد مجدداً بحیث رئیس مستقل مطبوعات مقرر شد.
سپس بحیث معین سیاسی در وزارت خارجه و بعداً بحیث سفیر کبیر و نماینده فوق‌العاده دولت افغانستان در دولت اسلامی پاکستان تعین گردید؛ و بعد از مدتی بحیث سفیر کبیر و نماینده فوق‌العاده افغانستان در لندن و از آنجا بحیث سفیر کبیر و نماینده فوق‌العاده دولت افغانستان در ایالات متحده آمریکا مقرر شد. پس از مدتی مجدداً بحیث سفیر و نماینده فوق‌العاده افغانستان در جمهوری اسلامی پاکستان مقرر گردید.
در سال ۱۹۶۴ در حکومت دوره انتقالی دکتور محمد یوسف بحیث وزیر مطبوعات مقرر گردید. در سال ۱۹۶۵ وقتیکه  محمد یوسف از کرسی صدارت استعفا داد، جناب میوندوال در هفتم عقرب۱۳۴۴ موظف به تشکیل کابینه گردید.
در ماه اکتبر ۱۹۶۷ از عهده صدارت استعفا داده و جهت درمان به خارج رفت. در سال ۱۹۶۹ در انتخابات دوره سیزدهم شورای ملی خود را کاندید نمود ولی موفق نگردید.

## جنبش جمعیت دموکرات مترقی در افغانستان
او بنیان‌گذار جنبش جمعیت دموکرات مترقی در افغانستان است. مرامنامهٔ این حزب در ماه اوت ۱۹۶۶ در رادیو افغانستان اعلان گردید. این مرامنامه براساس سوسیال دموکراسی تیپ غربی بنا نهاده شده‌بود.
رقیب اصلی وی حزب دموکراتیک خلق پنداشته می‌شد. جریده را که این حزب منتشر می‌نمود بنام مساوات یاد می‌شد.
وی خواهان پادشاهی مشروطه، سوسیالیسم، ملی‌گرایی و مردم‌سالاری بود. او خواسته‌های خود را در تحت اداره حکومت شاهی مشروطه می‌خواست پیاده نماید. نظام را که او می‌خواست باید سازگار با قوانین و مقررات دین مبین اسلام داشته باشد.
شعار میوندوال پدیدآوردن یک انقلاب فرهنگی بود و این انقلاب بر پایه عقیده مترقی و دموکرات (دموکرات مترقی) باید استوار می‌بود.